# Klub za mal fudbal Železarec
Il Klub za mal fudbal Železarec (in macedone Клуб во мал фудбал Железарец?), noto semplicemente come Železarec, è una squadra macedone di calcio a 5 con sede a Skopje.

## Storia
Fondato nel 1985, nella stagione 2008-09 lo Železarec ha vinto per la prima volta il campionato macedone di calcio a 5, qualificandosi alla Coppa UEFA 2009-10. Vincitore di 8 campionati e 6 coppe nazionali, lo Železarec è la squadra più vincente della Macedonia del Nord.

## Palmarès
- Campionati macedoni: 8 (record)

2008-2009, 2009-2010, 2010-2011, 2011-2012, 2012-2013, 2013-2014, 2014-2015, 2015-2016
- Coppe della Macedonia del Nord: 6 (record)

2007-2008, 2009-2010, 2010-2011, 2012-2013, 2014-2015, 2015-2016